# Margarita (île)
 (décembre 2017).
Si vous disposez d'ouvrages ou d'articles de référence ou si vous connaissez des sites web de qualité traitant du thème abordé ici, merci de compléter l'article en donnant les références utiles à sa vérifiabilité et en les liant à la section « Notes et références ».
Pour les articles homonymes, voir Margarita.
Margarita (isla de Margarita en espagnol) est une île du Venezuela, surnommée « la perle des Caraïbes », située dans la mer des Caraïbes, à l'est de Caracas. Elle fait partie des Petites Antilles et se trouve à 21,8 km au nord-nord-ouest de la punta Celina, sur la côte septentrionale du Venezuela. Avec les îles Coche et Cubagua, Margarita constitue l'unique État insulaire du Venezuela, l'État de Nueva Esparta. C'est l'une des principales destinations touristiques du pays. Sa population est d'environ 490 000 habitants.

## Histoire

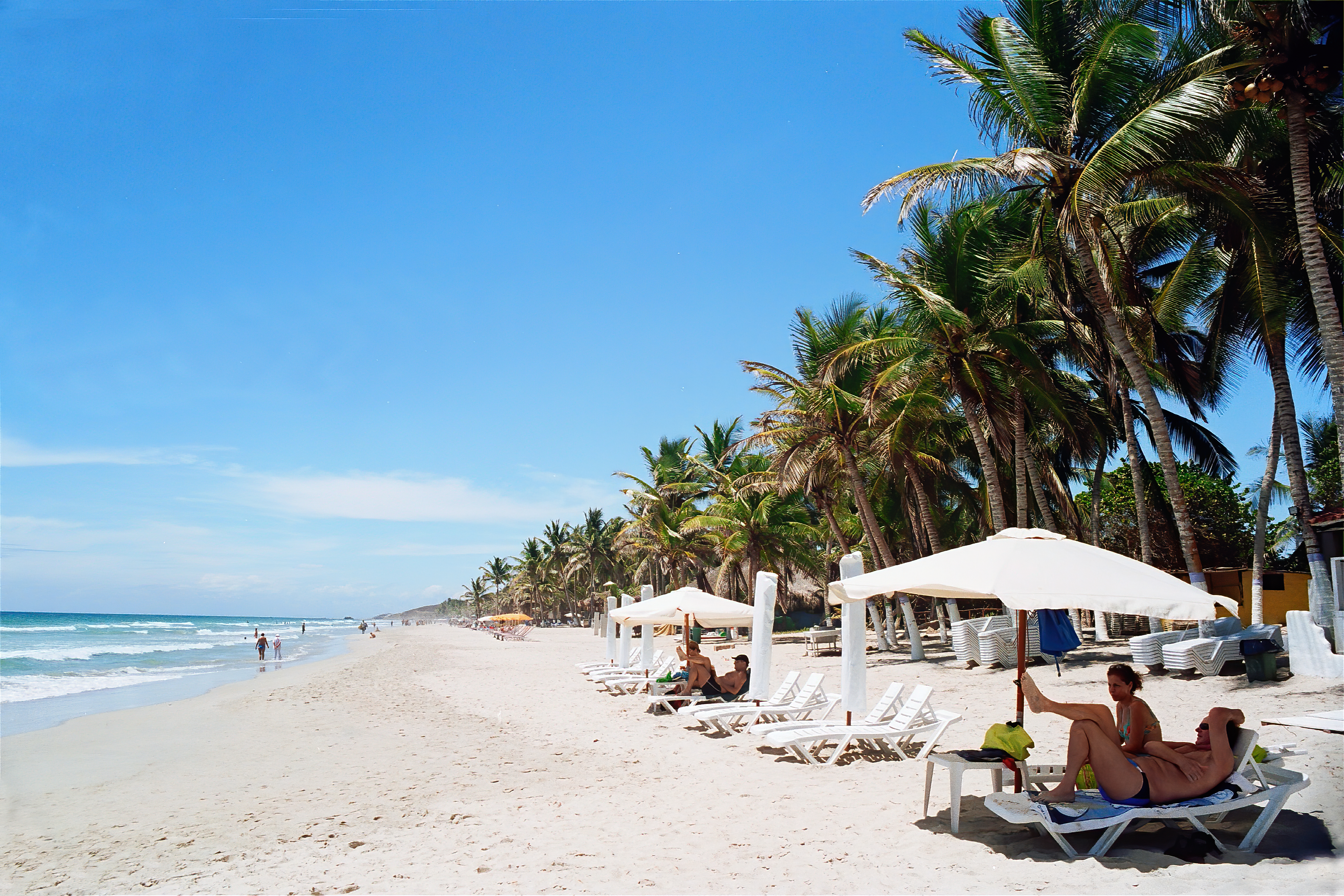
Playa El Agua

Paraguachoa était le nom donné à l'île Margarita par ses premiers habitants, les Indiens Guaiqueris. Ce nom signifie « abondance de pêche ». L'île fut visitée vers la fin du XVe siècle par Christophe Colomb, qui la visita le 15 août 1498 - au cours de son troisième voyage - et lui donna son nom. Baptisée ainsi en l'honneur de l'infante d'Espagne Marguerite d'Autriche, jeune épouse du prince Jean d'Aragon, deuxième enfant des Rois Catholiques Ferdinand II d'Aragon et Isabelle Ire de Castille. 
Un quart de siècle plus tard, elle fut concédée par une capitulation de l'empereur Charles Quint, le 18 mars 1525, à Marcelo de Villalobos. 
Par la suite, la découverte d'importants bancs d'huîtres perlières attira l'attention de nombreux pirates et des conquistadors espagnols. Le développement de cette activité entraîna le début de l'esclavagisme dans l'île, dont furent victimes les indigènes Guaiqueris. Ceux-ci reçurent les conquistadors fraternellement, sans savoir qu'ils allaient être convertis en esclaves de leur propre richesse. 
C'est durant l'époque coloniale qu'ont été fondées les villes et leurs dépendances pour l'administration de cette province : La Asunción, capitale de l'État de Nueva Esparta et Porlamar, la ville la plus commerciale de la région. 
Margarita n'échappa pas à l'activité de la piraterie qui — au cours des XVIe et XVIIe siècles — dévastait la région de la mer des Caraïbes. Tout au long de la période coloniale, elle eut à subir de nombreuses attaques de pirates (ainsi on a compté quatorze assauts entre 1565 et 1595), et pour cette raison elle dut se fortifier. Des sept forteresses construites, il en reste deux : le Castillo de San Carlos de Borromeo, situé à Pampatar et le Castillo de Santa Rosa, à La Asunción. Ces différentes forteresses et sites historiques que l'on peut voir sur l'île sont le témoignage de ces trois siècles de domination espagnole, qui prit fin en 1811, lorsque le libertador Simón Bolívar déclara l'indépendance du Venezuela. 
Le 4 mai 1810, la province de Margarita s'était ralliée à l'appel à l'indépendance lancé - en avril de la même année - par la province de Caracas. Le 5 juillet 1811, elle a été une des sept provinces qui ont signé l'Acte de l'Indépendance du Venezuela, décision qui lui a valu l'attribution de l'une des huit étoiles qui ornent aujourd'hui le drapeau national (la huitième étant placée en l'honneur de Simón Bolívar).

## Géographie
L'île de Margarita représente l'essentiel de l'État de Nueva Esparta qui regroupe quelques autres îles au large des terres vénézuéliennes. C'est, avec une superficie de 1 072 km2, la plus grande île du pays. Elle est située entre les latitudes 10° 52' N et 11° 11' N et les longitudes 63° 47' 0 et 64° 24' 0. Sur sa partie la plus large, d'ouest en est elle mesure 62 km, et du Nord au Sud 32 km. Margarita se caractérise par la présence de deux masses montagneuses reliées entre elles par une lagune naturelle appelée « La Restinga ».
Elle compte de multiples plages de sable fin, bordées de cocotiers et de villages traditionnels.
| Île de Margarita Île de Cubagua Île de Coche Península de Macanao Boca de Río MER DES CARAÏBES Tubores Punta de Piedras Villalba San Pedro de Coche Díaz San Juan Bautista García El Valle Mariño Porlamar Maneiro Pampatar Arismendi LA ASUNCIÓN Marcano Juan Griego Santa Ana Gómez Paraguachí Antolín del Campo |

| Municipalité      | Chef-lieu          | Surface (km²) | Population (hab) |
| ----------------- | ------------------ | ------------- | ---------------- |
| Antolín del Campo | Paraguachí         | 72            | 28 294           |
| Arismendi         | La Asunción        | 52            | 28 309           |
| Díaz              | San Juan           | 166           | 71 466           |
| García            | El Valle           | 85            | 68 490           |
| Gómez             | Santa Ana          | 96            | 40 409           |
| Maneiro           | Pampatar           | 35            | 48 952           |
| Marcano           | Juan Griego        | 40            | 35 691           |
| Mariño            | Porlamar           | 39            | 97 667           |
| Macanao           | Boca de Río        | 331           | 26 423           |
| Tubores           | Punta de Piedras   | 180           | 36 924           |
| Villalba          | San Pedro de Coche | 55            | 8 985            |
|                   |                    |               |                  |
| Nueva Esparta     | La Asunción        | 1 150         | 491 610          |

### Climat
Contrairement au continent, les précipitations sont assez rares sur l'île et le soleil brille presque toute l'année. Le climat est agréable, avec des températures comprises entre 24 °C et 32 °C, les vents alizés venant rafraîchir l'atmosphère et offrir de beaux spots de Kitesurf.
De plus, sa position géographique la protège des cyclones. 

### Villes

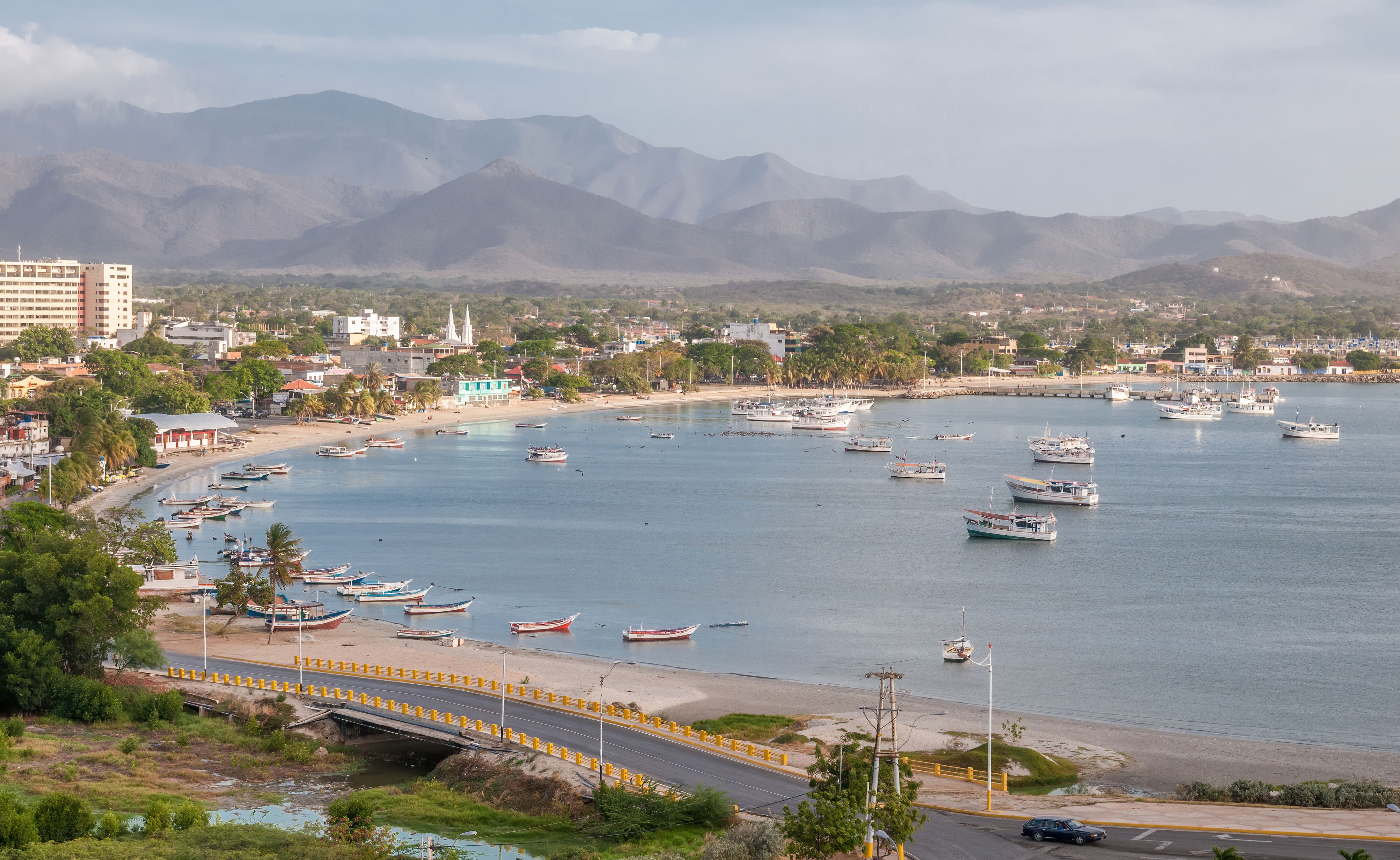
vue sur Juan Griego

La Asunción, capitale de l'État de Nueva Esparta, est également la capitale de l'île. Elle a su conserver son caractère colonial, avec son château de Santa Rosa, célèbre pour avoir été en 1816 le lieu de captivité de Luisa Cáceres de Arismendi, héroïne de la guerre d'indépendance, et son église, construite au XVIe siècle, qui est l'une des plus anciennes du Venezuela.
Au sud-est de Margarita se trouve la partie plus peuplée de l'île. C'est là où est située Porlamar, fondée en 1536 sous le nom de Villa del Espíritu Santo. C'est la plus grande ville de Margarita, avec environ 85 000 habitants. Elle se trouve entre les villes de Los Robles et Pampatar, et forme avec elles ce que l'on peut considérer la capitale commerciale de Margarita. Tout près de là se trouve la ville de El Valle (la vallée), où est né Santiago Mariño, héros de l'indépendance du Venezuela, et où se produisit l'apparition de la vierge de El Valle, la patronne de l'île. 
Au nord-est de l'île, se trouve la ville de Juan-Griego (environ 25 000 habitants) d'où l'on peut visiter un petit fort et admirer le coucher de soleil. Cette ville sera désenclavée et reliée à Porlamar par la construction (en cours) d'une autoroute qui devrait être terminée fin 2009. 
La partie Ouest de Margarita bien que très belle, est beaucoup moins développée que l'autre partie.
La dernière estimation comptabilise 676 454 hbts (2011) pour l’île, mais d'autres chiffres donnent 550 000 avec une croissance potentielle de 60 000 par an. L'accroissement s'est surtout accéléré entre 2004 et 2008. Depuis 2009, un net ralentissement dû à la crise se fait sentir.

### Péninsule de Macanao
La péninsule de Macanao se présente comme une langue de terre escarpée et déserte. On n'y trouve que quelques villages de pêcheurs. Elle est en train de devenir le réservoir écologique de l'île, grâce à une initiative de Corpoturismo (Corporation de Tourisme du Venezuela). C'est une zone de désert Xérophile, à la terre rougeâtre et aux paysages sauvages. Elle contient pourtant des merveilles. L'une d'entre elles est le Parc National de La Restinga, labyrinthe de canaux et de palétuviers, où il est possible de se promener en bateau pour profiter d'un écosystème de plus de mille espèces végétales et animales.
On trouve à Macanao de nombreuses plages de sable blanc superbes et peu fréquentées comme La Pared, el Medano, ou la plus connue Punta Arenas, pointe extrême Ouest de l'île.

## Économie

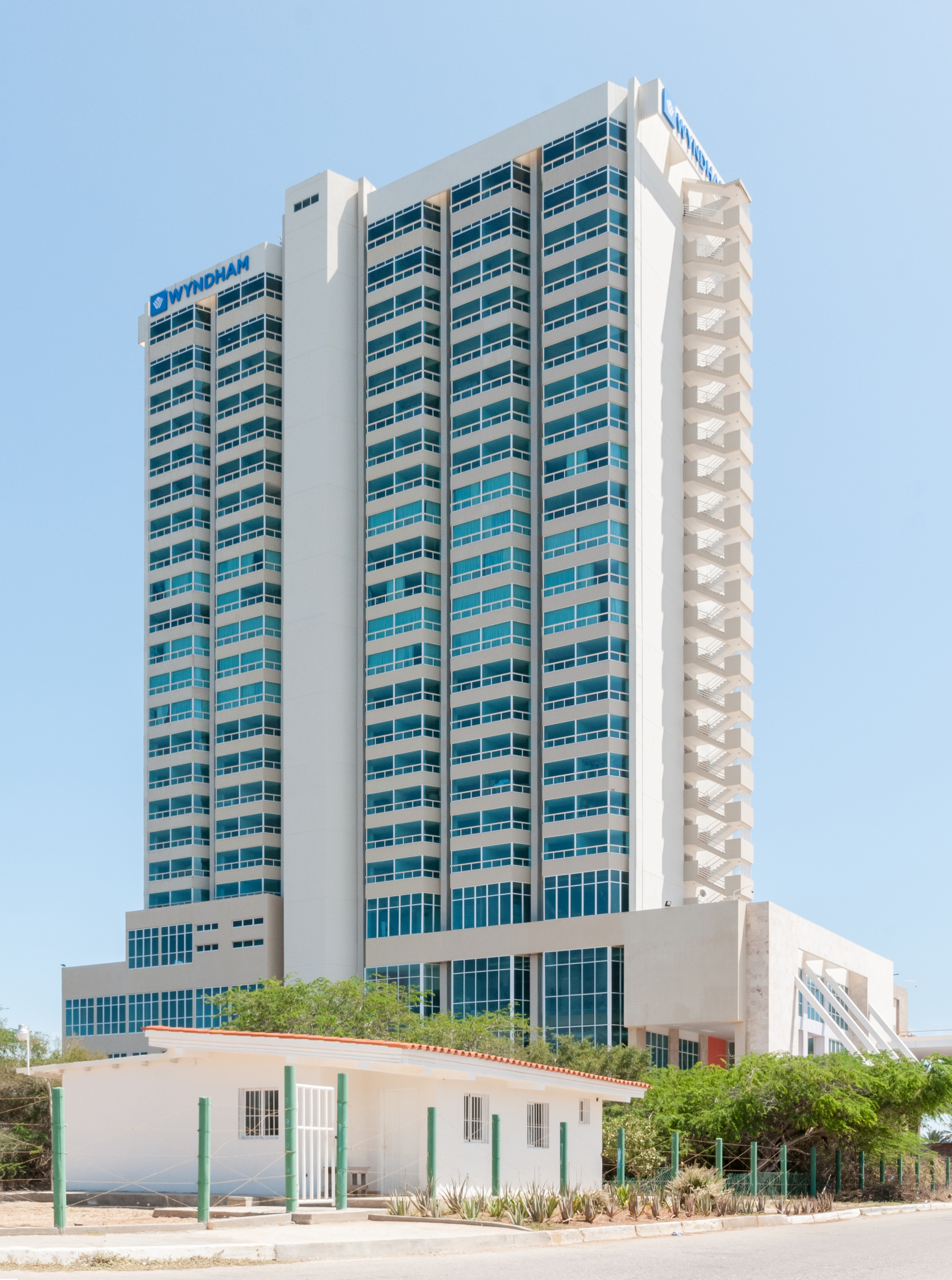
wyndham hôtel de concorde sur l'île de Margarita

L'île Margarita est une zone franche, ce qui en fait un paradis commercial, puisque l'importation de biens, comme les touristes aussi bien vénézuéliens que du monde entier qui la visitent, sont exemptés du paiement d'impôts à l'administration fiscale du Venezuela. Le tourisme — la principale ressource de l'île — bénéficie pleinement de ce statut de zone franche, qui permet aux commerces d'offrir des produits à des prix défiant toute concurrence, et d'amener ainsi encore plus de touristes, déjà attirés par les richesses naturelles, la beauté des paysages et les immenses plages de sable fin.
Depuis le début de la crise du Venezuela, l'industrie du tourisme a diminué de 90% entre 2010 et 2020.

### Transports
L'aéroport Del Caribe, deuxième du pays en nombre de passagers annuels, offre de nombreuses liaisons tant nationales qu'internationales.

Des ferrys relient Margarita à  Puerto La Cruz, Cumaná, et La Guaira, et des petites navettes permettent de traverser vers Chacopata dans l'État voisin de Sucre.

Un réseau de bus dense permet, pendant la journée, de se déplacer facilement à travers toute l'île.

## Environnement
Margarita a eu à régler certains problèmes relatifs à l’eau. Cette île aride obtient son eau du continent au moyen de canalisations posées au fond de l’océan. Mais les problèmes d'assainissement n'ont pas encore été résolus. De nombreuses villes déversent des eaux usées non traitées dans l’océan, ce qui menace les plages qui attirent les touristes.

## Îles rattachées

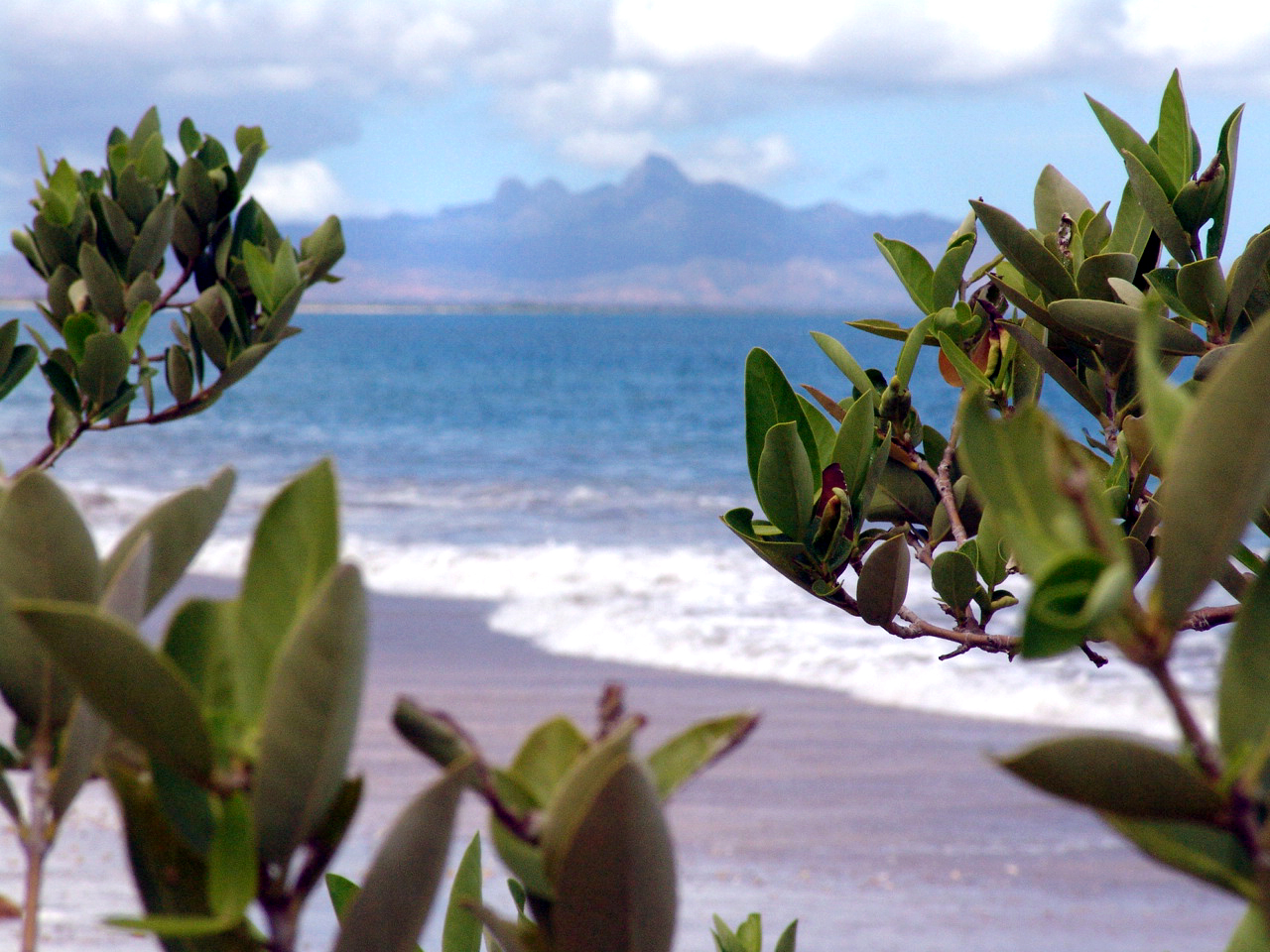

Au sud de Margarita, se trouvent deux îles plus petites qui lui sont rattachées, Coche et Cubagua, ainsi qu'un petit archipel au nord-est, l'archipel de Los Frailes. 

### L'île de Coche
D'une superficie de 55 km2, l’île de Coche est située à 6,7 km au sud de Margarita et à 9,5 km à l'ouest-nord-ouest de la punta Celina, sur la côte vénézuélienne. 
Coche possède un climat chaud, avec une température moyenne de 28 °C. En dehors des localités, le relief de l'île est désertique et argileux.
Sa population — 8 200 habitants en 1999 — se concentre principalement dans les villages de San Pedro de Coche — la capitale —, El Bichar, Güinima, El Amparo et El Guamache. 
Les communautés qui y vivent se consacrent essentiellement à la pêche artisanale, et possèdent un folklore riche, qui se manifeste lors des fêtes traditionnelles en l'honneur de leurs saints patrons.

### L'île de Cubagua

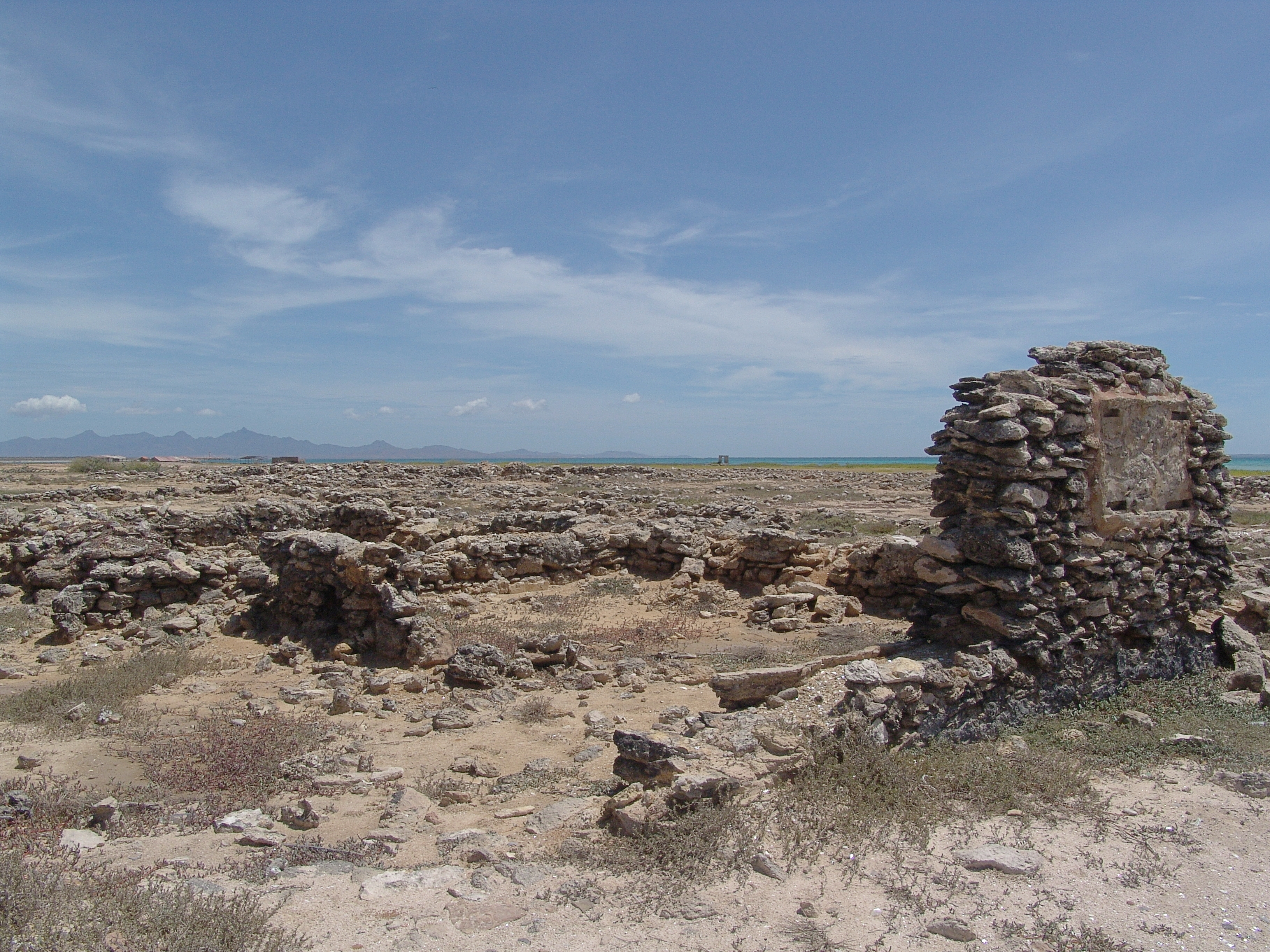
Ruines de la ville de Nueva Cádiz, rasée par le raz-de-marée du 25 décembre 1541, Île de Cubagua

L’île de Cubagua, tire son nom de la langue des Caraïbes et signifie « grand gibier », mais on ne sait pas avec précision si c'est en raison de la forme de l'île, ou parce qu'il existait précédemment là de telles espèces.
Située à 9,7 km au  sud-ouest de Margarita et à l'ouest de Coche, avec une superficie approximative de 17 km², elle abrite les ruines de la ville de Nueva Cádiz, la première ville fondée in 1499 par les espagnols sur le territoire du Venezuela et de l'Amérique du Sud. 
Elle est en outre une réserve forestière, archéologique et géologique.
Après sa visite par Christophe Colomb — lors de son troisième voyage, en 1498 — Cubagua a été attribuée en 1501 à Alonso de Ojeda et à Alonso Niño. Elle fut appelée l’« île riche » ou l’« île des perles », et petit à petit, on la vit se couvrir de petites fermes réparties sur toute l'île.
Le 25 décembre 1541, un raz-de-marée dévasta Cubagua, rasant de nombreuses maisons, détruisant la ville naissante de Nueva Cádiz dans sa totalité, l'eau entraînant les décombres vers la mer.

## Personnalités
- Anthony Santander, joueur de baseball, y est né en 1994